# Rineloricaria stewarti
Rineloricaria stewarti és una espècie de peix de la família dels loricàrids i de l'ordre dels siluriformes, endèmic des rius costaners de les Guaianes.
Viu en rierols forestals amb aigua clara i de moviment ràpid amb condicions de mig assolellats de poca profunditat (10-60 cm) i de substrat sorrenc-rocós. Els adults poden assolir els 10 cm de longitud total. Els mascles madurs desenvolupen alguns odontodes a ambdós costats del cap així com alguns odontodes allargats a la part posterior dels interorbitals.